# Hugo Kielgast
Hugo Kielgast (* 1. Dezember 1909 in Düsseldorf; † 4. November 2006 in Nürnberg) war ein deutscher Politiker (SPD).

## Leben
Hugo Kielgast war ein Sohn eines Glasbläsers, der 1911 mit der Familie nach Berlin ging. Er besuchte eine Volksschule und machte eine kaufmännische Lehre. 1926 trat er der Sozialistischen Arbeiter-Jugend (SAJ) und 1928 der SPD bei. Kielgast wurde 1929 als Kaufmann bei der SPD-Zentrale in der Lindenstraße in Berlin-Kreuzberg eingestellt. Zwei Jahre später besuchte er das Sozialpädagogische Seminar der Deutschen Hochschule für Politik, um Jugendfürsorger zu werden. Er arbeitete anschließend bei der Familienfürsorge im Bezirksamt Lichtenberg. Mit der „Machtergreifung“ der Nationalsozialisten 1933 wurde Kielgast aus politischen Gründen entlassen. Im Zweiten Weltkrieg wurde Kielgast 1941 von der Wehrmacht eingezogen.
Nach dem Krieg wurde Kielgast 1945 zunächst in Feldkirch im Vorarlberg von der französischen Besatzungsmacht eingestellt, kehrte aber im Frühjahr 1946 nach Berlin zurück und arbeitete in seiner früheren Stelle im Bezirksamt Lichtenberg. Wenig später wechselte er zum Magistrat von Berlin, unter anderem war er Beauftragter des Hauptjugendamts, um die Rückführung von Berliner Kindern aus der Kinderlandverschickung zu organisieren. Bei der ersten Berliner Wahl 1946 wurde Kielgast in die Stadtverordnetenversammlung von Groß-Berlin und in die Bezirksverordnetenversammlung im Bezirk Wedding gewählt. 1951 heiratete er und wurde Geschäftsführer der Deutschen Angestellten-Gewerkschaft (DAG) in Fulda, ab 1954 in gleicher Funktion in Nürnberg. Kielgast wurde schließlich 1956 Geschäftsführer der „Arbeitsgemeinschaft gemeinnütziger Wohnungsunternehmen“ (Argewo), bis er 1975 aus Altersgründen ausschied.
In seinem Ruhestand war Kielgast langjähriger Funktionär der Arbeiterwohlfahrt (AWO) in seinem Wohnort Feucht und von 1990 bis 1995 Vorsitzender der Arbeitsgemeinschaft ehemals verfolgter Sozialdemokraten (AvS) im Bezirk Franken.
Der damalige Bundespräsident Roman Herzog verlieh Kielgast 1996 die Verdienstmedaille der Bundesrepublik Deutschland.